# Дирутенийиттербий
Дирутенийиттербий — бинарное неорганическое соединение
иттербия и рутения
с формулой YbRu2,
кристаллы.

## Получение
- Сплавление стехиометрических количеств чистых веществ:

{\displaystyle {\mathsf {Yb+2Ru\ {\xrightarrow {T}}\ YbRu_{2}}}}

## Физические свойства
Дирутенийиттербий образует кристаллы
гексагональной сингонии, пространственная группа P 63/mmc, параметры ячейки a = 0,5220 нм, c = 0,8750 нм, Z = 4,
структура типа дицинкмагния MgZn2 (фаза Лавеса)
.
Соединение образуется при температуре >1500°C .